# Руб ал-Хизб
Руб ал-Хизб (от арабски: ربع الحزب‎) е мюсюлмански символ, представляващ два еднакви квадрата с общ център, завъртяни на 45 градуса един спрямо друг. Вариант на символа е Йерусалимската звезда (Наджмат ал-Кудс).
Руб ал-Хизб буквално означава „четвърт от хизб“ и първоначално е използван за означаване на части от Корана. Символът често е използван в хералдиката, например в съвременните държавни гербове на Туркменистан и Узбекистан, както и в арабската калиграфия за означаването на края на обособена част от текст. С него се свързват и характерните осмоъгълни планове в ислямската архитектура, известен пример за които е Купола на Скалата в Йерусалим.

## Галерия
- Емблема на Туркменистан, използвана от 2003 г.
- Гербът на Узбекистан, приет със закон на 2 юли 1992 г.
- Флагът на Азатската републиканска партия на Казахстан
- На гроба на Хумаюн, паметника на Могол в Делхи, Индия, завършен през 1572 г.
- Илханатска геометрична плочка за стена, съдържаща Лазурен дракон
- Флаг на Арабски Източен Йерусалим